# Возз'єднання України з Росією (видання)
«Воссоединение Украины с Россией» — тритомний корпус документів і матеріалів, виданий 1953 з нагоди 300-річчя входження України до складу Російської держави. Підготовлений спільно Інститутом історії АН СРСР, Інститутом історії АН УРСР та Архівним управлінням України. Вміщено 747 документів, що охоплюють період від 1620 до 1654 і відбивають складний і неоднозначний процес формування в українському суспільстві ідеї національної державності, звільнення України з-під гніту Речі Посполитої та її орієнтації на Московію. Багато документів, що характеризували економічне і політичне становище українських земель напередодні національної революції 1648—1676, селянсько- козацького повстання 1630-х рр., дипломатичні зносини Б.Хмельницького, геополітичне становище України тощо, були взяті з фондів Центрального державного архіву давніх актів СРСР, Центрального державного архіву України та його філіалів і публікувалися вперше.
Публікація документів та їх підбір були виразно підпорядковані ідеологічній меті: довести, що лейтмотивом всієї української історії було нестримне прагнення українського народу до возз'єднання з Росією і що Російська централізована держава «в економічному, політичному і культурному відношеннях була державою більш прогресивною, ніж шляхетська Польща». Твердячи, ніби «возз'єднання України з Росією навіки з'єднало їхні історичні долі», упорядники видання доклали максимум зусиль до того, щоб представити в ідилічному світлі складні перипетії українсько-російських взаємин. Проте, всупереч «надзавданню», поставленому перед упорядниками, документи тритомника переконливо свідчать про справжні прагнення української еліти, для якої протекторат російського царя був насамперед засобом легітимації виниклої в ході національно-визвольної війни козацької держави, закріплення її незалежності від Речі Посполитої.